# Beverley
Beverley (pronunciat /ˈbivɚ.li/) és una ciutat del Regne Unit, capital del comtat d'East Riding of Yorkshire, al nord-est d'Anglaterra. El seu nom deriva del seu fundador, el bisbe de York, sant John Beverley. La ciutat és famosa pel Beverley Minster, una bella església, i pel seu hipòdrom, de llarga tradició. Antigament va ser un centre de mercat de la llana i tenia renom per les fires de cavalls i d'ovelles. Actualment encara se'n fam moltes fires però la temàtica ha variat força.
Amb la reforma administrativa del 1972 els límits territorials de Beverley es van modificar i va incloure més territori. Segons el cens del 2001 el municipi tenia 29.110 habitants, dels quals 17.549 vivien dins l'àrea urbana tradicional. Aquesta xifra va créixer en el cens del 2011, on constaven 18,624 habitants.

## Geografia

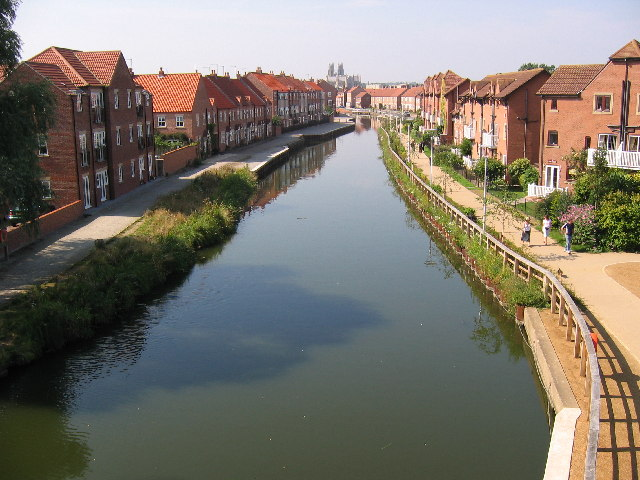
Beverley Beck

Beverley està situada a poca distància de la riba nord de l'estuari de l'Humber. Es tracta d'una terra plana envoltada de terres de conreu i de pastura, antigament els boscos eren també un tret característic. Hi ha dos canals de l'Humber que penetren dins la ciutat i que es fan servir per regar els conreus: el Beverley Beck i el Skidby Drain.
Les poblacions veïnes són: Kingston upon Hull, a 13 km al sud-est, Market Weighton a 16 km a l'oest, i Hornsea a 19 km a l'est.

## Història

### Orígens i període viking
Els orígens d'aquesta ciutat daten del segle VII quan formava part de Northúmbria. El primer poblament s'anomenava Inderawuda, que volia dir «en el bosc dels homes de Deira», va sorgir a l'entorn d'una església dedicada a sant Joan Evangelista i un monestir. Aquest edifici es va fer per ordre del bisbe de York, anomenat des de llavors John de Beverley, del qual es deia que va fer miracles durant la seva vida i va ser venerat després com a sant. Vers la dècada del 850 el monestir va ser abandonat pels monjos, els historiadors suposen que això va ser a causa de la invasió vikinga de l'anomenat gran exèrcit pagà que va establir el regne de Jórvík. Tanmateix, la població va augmentar al llarg del segle x, alguns venien a venerar John de Beverley i es quedaven.

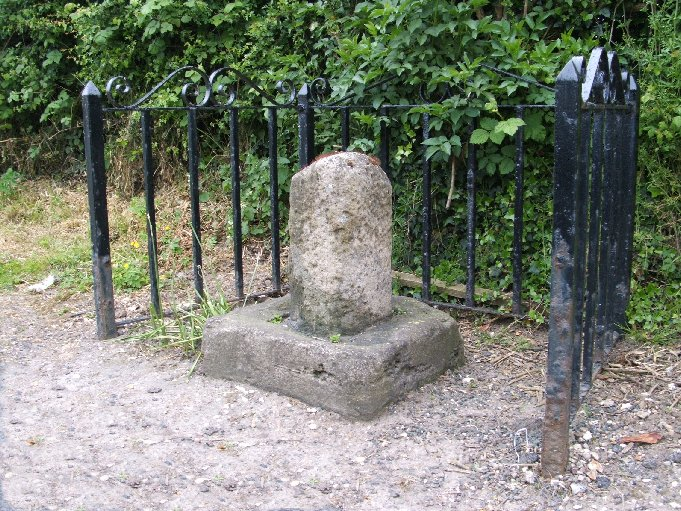
Una de les quatre pedres que marcaven la primitiva església on va ser enterrat John de Beverley.

El rei Etelstan d'Anglaterra va visitar Inderawda poc abans de la batalla de Brunanburh, possiblement esdevinguda al nord de Beverley, i mentre pregava dins l'església aquella nit va tenir una visió en què el sant li anunciava que seria vencedor. En acabar la batalla va afavorir la vila i li va canviar el nom pel del sant. El sobrenom del sant, escrit al segle x, Bevrelio Beverlac, deriva de beaver i es pot interpretar com «llac del castor» o «clariana del castor», animal molt comú a la rodalia del riu Hull. Els darrers tres arquebisbes anglosaxons de York també van contribuir al desenvolupament de la vial, ja que van fer construir una col·legiata, el Beverley Minster, equiparable en importància a Ripon i Southwell, centres del cristianisme de l'època. El rei Eduard el Confessor va nomenar l'arquebisbe de York Aldred, senyor de les terres de Beverley. La vila va esdevenir a partir de llavors un centre mercantil on es venien els productes locals: vidre, tèxtils, cuir i objectes fets de pell girada. Beverley Minster es va construir el 1220 i van haver tres fases en les obres: 1220–1260, 1320–1348, una aturada durant la pesta negra i es va tornar a emprendre el 1420–1440, amb tot i així no es va acabar. Com a conseqüència de l'abolició dels monestirs decretada per Enric VIII, la sala capitular del es va demolir (1660) i el mateix va passar amb el monestir.

### Els normands i l'edat mitjana

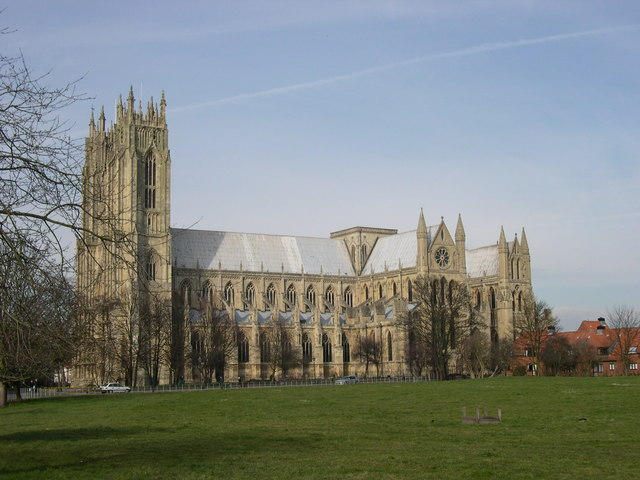
Beverley Minster

Després de la instauració en el tron de Guillem el Conqueridor es van pujar les taxes a les propietats de l'estament religiós, però Beverley en va ser una excepció per la fama de ciutat santa que tenia. Molts senyors de poblacions del nord es resistien a ser governades per normands. El rei va reprimir els rebels amb violència, els va expropiar i va transferir aquestes propietats a l'arquebisbe de York. Durant el segle xii Beverley va passar de ser una vila amb alguns centenars de residents a ser una ciutat extensa, i l'arquebisbe Thurstan li va conferir l'estatus de borough el 1122. Es va començar a mercadejar amb els Països Baixos productes artesanals locals.
Beverley va patir un gran incendi el 1188 que va destruir moltes cases i va afectar Beverley Minster. Lady Sybil de Valines va donar les terres on estava la Sagrada Trinitat, a l'est de Beverley, als cavallers hospitalers l'any 1201, on van establir un monestir. També durant el segle xiii es va fundar un monestir de dominics als quals Enric III els va donar terres. Després es van establir una comunitat de franciscans. Durant el segle xiii va haver una disputa entre l'arquebisbe i els pagesos en referència al dret fiscal sobre les terres; el tema es va resoldre quan l'arquebisbe va donar terres de pastura a la zona de Westwood i altres llocs.
Durant el segle xiv Anglaterra va patir fam causada per les condicions climàtiques que van afectar sobre les collites. Això no obstant Beverley va continuar creixent i el 1377 era una de les deu ciutats grans del país.

### Reforma i època Tudor

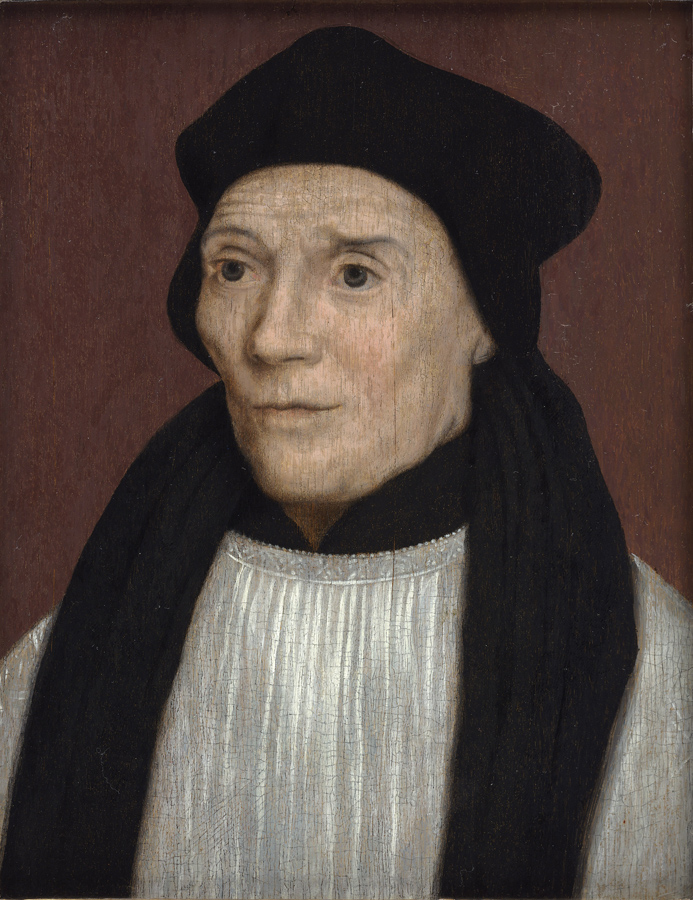
John Fisher, enterrat a Beverley Minster.

L'economia de Beverley depenia força del pelegrinatge i els canvis introduïts amb les reformes religioses introduïdes per Enric VIII van fer declinar l'estatus d'aquesta ciutat. El cardenal John Fisher, que era de Beverley, va patir martiri juntament amb Thomas More, per oposar-se a permetre que el rei fos el cap de l'església cristiana a Anglaterra. L'octubre del 1536 va haver un alçament popular a la ciutat, 500 homes es van aplegar al barri Westwood, liderats per un jurista anomenat William Stapleton, i després es van afegir al dit "pelegrinatge de Gràcia de York", que va mobilitzar 30.000 manifestants contra les noves lleis religioses. El rei, però, va continuar endavant amb el que s'havia proposat i a Beverley, va expropiar les propietats dels franciscans i les dels dominics.
A causa d'aquestes tensions les tasques de govern van acabar en mans del Consell del Nord, de forma que els Tudor tenien el control més a l'abast. Beverley va rebre la visita de l'historiador John Leland, que va estimar la població de la ciutat en unes 5.000 persones. Els nous propietaris de Beverley Minster van començar a desmuntar-lo per a vendre la pedra i el plom; els ciutadans van demanar a Richard Gray, un ric mercader, que salvés l'edifici. Durant el regnat d'Elisabet I, Beverley va rebre el dret a ser representat per un alcalde; Edward Ellerker va ser el primer en assumir aquest càrrec. Va ser una època en què van haver moltes persones sense feina, ja que molts treballs estaven relacionats amb el pelegrinatge per visitar la tomba del fundador, que ara estava prohibida, i la distància entre rics i pobres s'estava fent cada cop més preocupant.

### Guerra civil i restauració monàrquica
Els inicis del segle xvii van ser dolents per a Beverley, que va perdre molts habitants per una epidèmia. Va haver un conflicte amb la propera ciutat de Hull, quan es va negar a obrir les portes a Carles I un parell de mesos abans que comencés la guerra civil. Davant aquesta negativa, el rei va passar tres setmanes a Beverley, on va ser molt ben rebut amb el repic de campanes de l'església de la Mare de Déu. Durant la guerra Beverley es va declarar reialista, però els parlamentaristes de Hull van atacar la ciutat i el rei va fugir. Un exèrcit del bàndol reialista, comandat per William Cavendish va derrotar Thomas Fairfax i es va apoderar de la ciutat i, des d'allà, van preparar el setge de Hull. Finalment els parlamentaristes van guanyar la guerra i van establir una república, la Commonwealth d'Anglaterra, durant la qual les cerveseries havien d'estar tancades els diumenges i els teatres i hipòdroms havien de tancar definitivament i els puritans tenien permís per entrar a les esglésies i destruir tot allò que no els agradés.

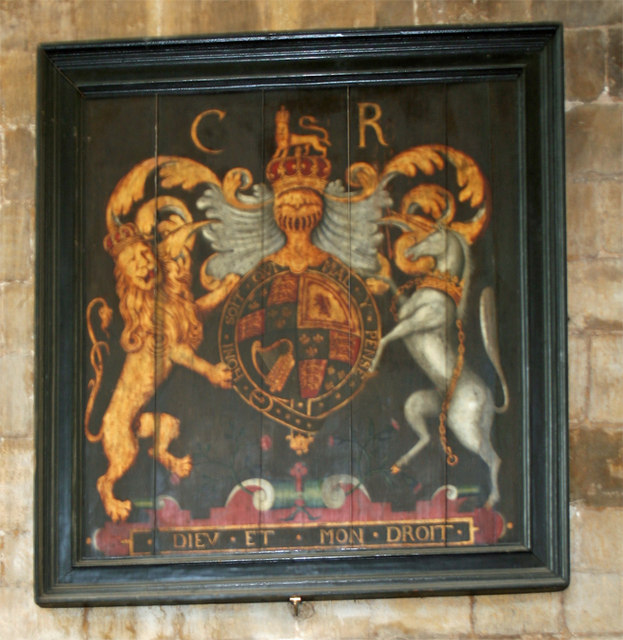
Escut d'armes de Carles II, penjat a Beverley Minster.

Beverley Minster va poder escapar a aquest destí, en part gràcies a la poderosa família Percy que tenia avantpassats seus enterrats dins d'aquesta església. La comunitat de quakers de Beverley també van ser reprimits pels puritans. La restauració de la monarquia va ser ben rebuda i l'escut d'armes de Carles II es va penjar a l'església principal. Durant el segle xvii el comerç a la ciutat es basava en la pagesia i eren famoses les fires de bestiar. Al llarg del segle xviii el comerç va prosperar amb l'arribada de comerciants de Londres i va entrar en competència amb Pocklington, Howden i Market Weighton. La substitució d'antics edificis de fusta per altres d'estil georgià, més les restauracions que es van fer en les esglésies, van fer recuperar el prestigi. Beverley, després de la restauració, va ser la seu dels tribunals quarter sessions del districte (riding) est del comtat de Yorkshire i, quan al segle xix es va crear el comtat d'East Riding of Yorkshire, va ser designada capital.

### Època moderna

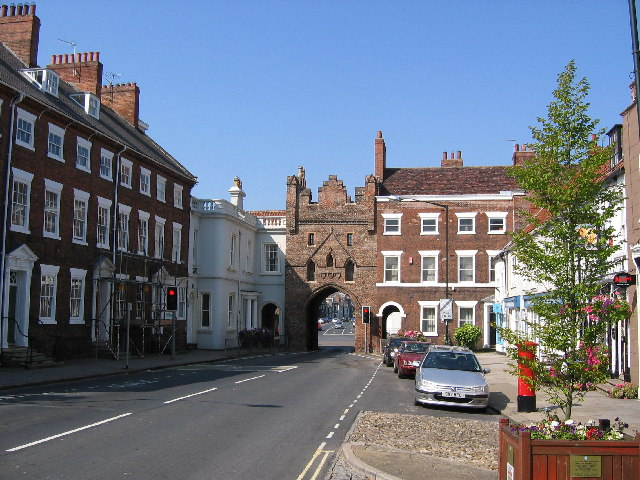
North Bar, l'única portalada que es conserva.

Encara que Beverley no va estar mai emmurallada, tenia diverses portalades construïdes recolzades en les parets de les primeres cases a l'entrada, on es feia paga una taxa als que arribaven a fer fires. La població va A causa de l'augment de la població algunes entrades es van demolir i millorar el trànsit. Aquest augment de població va ser intens però no tant com a la veïna Hull. La majoria dels residents eren de religió anglicana però al llarg del segle xix es van establir es van establir altres com elsmetodistes i, l'església catòlica la escollir el 1850 per ser la seu de la dòcesi de Yorkshire, que més tard es va subdividir en dues diòcesis: Leeds i Middlesbrough.

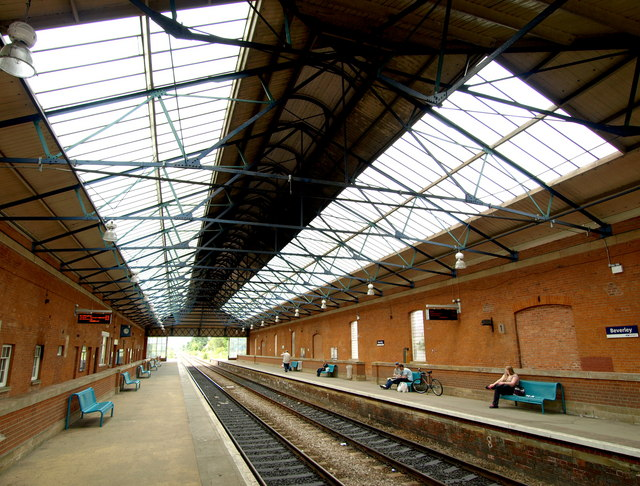
Estació de ferrocarril.

Le comunicacions van millorar amb la inauguració de l'estació de ferrocarril l'octubre del 1846. Durant la revolució industrial encara predominaven els llocs de treball relacionats amb la pagesia, només cal destacar una foneria. L'any 1884 Andrew Cochrane va fundar unes drassanes a prop del riu Hull, que el 1901 les va comprar l'empresa Cook, Welton & Gemmell. Durant les guerres mundials s'hhi van construir dragamines per a la Royal Navy. El buc Arctic Corsair, que ara es conserva a Kingston upon Hull es va construir el 1960 en aquestes drassanes. Des del 1977 s'hi han deixat de fer vaixells nous i només treballen per a fer reparacions.
El 1878 es va establir una base militar permanent anomenada Victoria Barracks, que va tancar l'any 1977. Durant la primera guerra mundial, el Royal Flying Corps va aprofitar l'esplanada de l'hipòdrom per fer de pista d'aterratge. En la Segona Guerra Mundial Beverley no va patir gaires atacs mentre que la veïna Hull va rebre molts bombardeigs. Des de llavors la ciutat ha anat creixent i s'han fet algunes remodelacions urbanístiques. Hi ha molts turistes que arriben tot l'any per veure els edificis religiosos i l'hipòdrom. El Banc d'Escòcia, va publicar l'any 2007 que Beverley era el millor lloc per viure-hi dins del Regne Unit i altres han secundat aquesta opinió.

## Administració
En l'edat mitjana, Beverley estava administrada per un batlle i dotze regidors que, a més havien de fer mantenir la llei i l'ordre. La constitució d'aquest ajuntament va quedar reformada amb la llei de Corporacions Municipals del 1835, que va estar vigent fins al 1974. A partir d'aquest any, en compliment de la llei de governs locals del 1972, el districte rural de Beverley es va fusionar amb el Districte urbà d'Haltemprice; el resultat va ser una ciutat amb territori administratiu extens, pertanyent al comtat d'Humberside. El 1996 el comtat d'Humberside es va anul·lar i actualment Beverley pertany al comtat d'East Riding of Yorkshire, del qual és la capital.

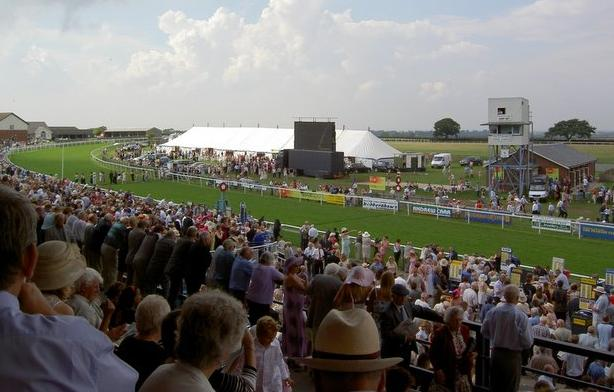
Hipòdrom de Beverley

## Esports
L'hípica és l'esport predominant a Beverley. La tradició de fer curses de cavalls i se sap que hi havia un hipòdrom des d'almenys l'any 1690, tot i que les primeres grades per a espectadors es van construir el 1767. Hi ha també un equip de futbol local que participa en l'Humber Premier League. A Beverley es van celebrar l'any 2006 el campionat nacional de ciclisme. El club de golf de la ciutat és el més antic de Yorkshire, fundat l'octubre del 1889.

## Agermanaments
Beverley té relacions d'agermanament amb:
- Nogent-sur-Oise (França)
- Lemgo (Alemanya)
- Beverly (Massachusetts) (EUA)

## Llocs d'interès

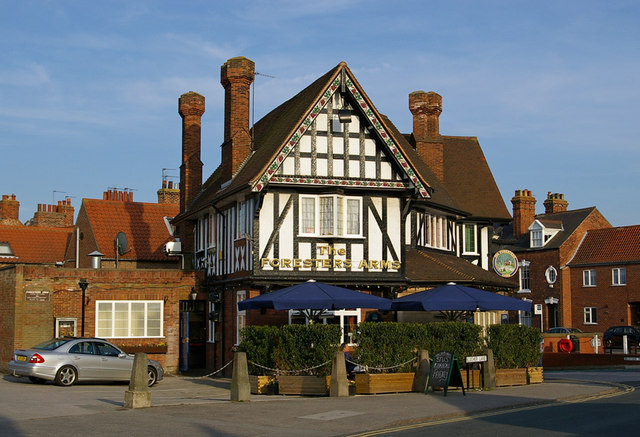
Foresters Arms

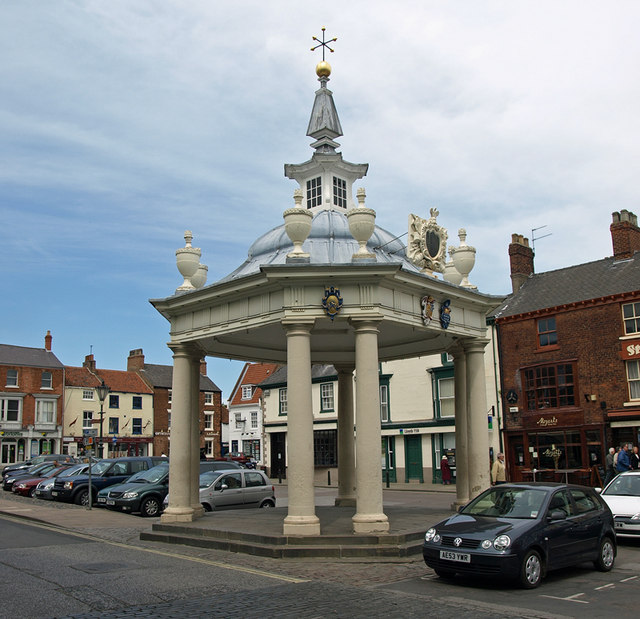
Eixopluc de l'antic mercat.

- Beverley Minster, església anglicana on està la tomba de sant John de Beverley i la de sant John Fisher. Aquesta col·legiata va ser designada monument patrimonial de gra I l'any 1950.[40]
- St. Mary's Church, església dedicada a la Mare de Déu i designada el 1950 monument patrimonial de grau I.[41]
- L'església de sant Nicolau.[42]
- L'església de sant Joan, l'única església catòlica de la ciutat. Pertany a la diòcesi Middlesbrough.
- Beverley Bar, construïda al segle xv, és un edifici patrimonial catalogat de grau I. Al costat d'aquesta portalada se celebrava una fira bianual de cavalls i una altra d'ovelles.[43]
- Newbegin House, casa senyorial.
- Sun Inn, una taverna que data del 1530, la més antiga de la ciutat.
- Foresters Arms, una antiga taverna.
- Market Cross, l'aixopluc que marca el lloc tradicional on es feia mercat de productes frescos.

## Activitats culturals

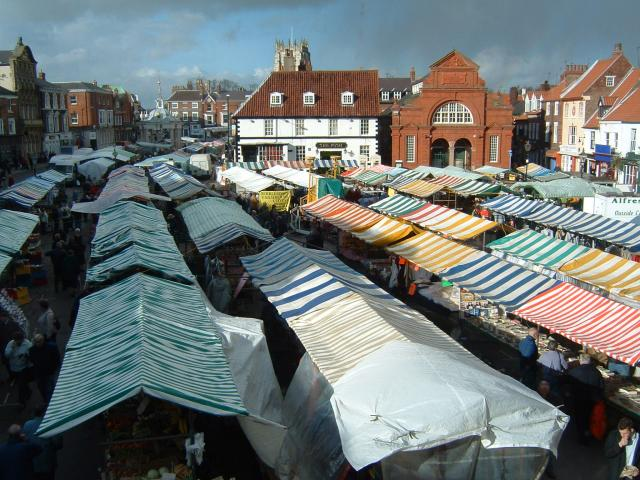
Un dia de fira

A Beverley se celebren diversos festivals de música a l'any: Early Music Festival al mes de maig; Beverley Folk Festival el juny que són tres dies de música popular, comèdia i mercat de discs; Jazz Festival a l'agost; i Festival de Música de Cambra al setembre. Un dissabte al mes, en el Beverley Memorial Hall, es fa espectacle de música en viu. A la ciutat se celebra un concurs per a cantants masculins de coral.
A Beverley es fa un festival anual de literatura festival, un altre d'estels i un bianual de titelles, més al fira anual de la ciutat.
Des del 2006, Beverley organitza una fira de menjar a l'octubre que inclou 70 estants d'aliments locals o del comtat. Aquesta fira munta un lloc per a demostracions de cuina amb capacitat per a 200 persones on els chefs locals demostren les seves habilitats. Els visitants són uns 10.000 que, a més poden gaudir d'atraccions pels carrers.
L'any 2012 l'església de St Mary va ser el lloc on es va fer el primer concurs de productors de cervesa i sidra. Posteriorment s'ha celebrat al Beverley Memorial Hall.
El teatre que té el mateix nom que el comtat, East Riding, ocupa l'edifici on abans hi havia una comunitat religiosa de protestants, construïda el 1910, va ser una iniciativa promoguda per l'actor Vincent Regan i diversos voluntaris. Es va inaugurar el 2014.